# Auguste Raffet
Pour les articles homonymes, voir Raffet.
Denis Auguste Marie Raffet, né le 2 mars 1804 à Paris et mort le 16 février 1860 à Gênes (royaume de Sardaigne), est un dessinateur, graveur et peintre français.
Il est réputé pour son rôle notable dans la diffusion de l'épopée napoléonienne.

## Biographie
Né à Paris, neveu du général Nicolas Raffet (mort en 1803), Auguste, qui perd son père à l'âge de 9 ans et qui a trois sœurs aînées, appartient à un milieu relativement modeste. De nature timide, il est d'abord peintre sur porcelaine pour Cabannel, fournisseur de la manufacture nationale de Sèvres. Désireux de mieux gagner sa vie, il prend des cours du soir à l’Académie Suisse, et sympathise avec Nicolas-Toussaint Charlet, qui lui enseigne le dessin lithographique, lequel rapporte des revenus au jeune homme, puisque le marché est alors en pleine expansion. Confiant, Auguste tente en 1829 les Beaux-Arts de Paris, et il est admis dans l'atelier de Gros. Il se consacrera surtout au dessin lithographique et à l'aquarelle, après son échec en 1831 au concours du prix de Rome en peinture. 
Il expose un premier dessin lithographique au Salon de 1835, inspiré du siège d'Anvers de 1832.
En 1837, il participe à l'expédition scientifique en Russie dirigée par le prince Anatole Demidoff, aux côtés de 22 savants, écrivains et artistes français dont Louis-Auguste de Sainson et le critique Jules Janin, et en ramène une série de planches publiées dans le Voyage dans la Russie méridionale et la Crimée (4 vol., 1838-1848), comprenant 100 planches lithographiées signées Raffet.
Puisant ses thèmes de prédilection dans le genre militaire, Raffet est un des principaux illustrateurs de la légende napoléonienne et popularise puissamment le type du « grognard ». Il crayonne ses premières esquisses populaires dans la goguette des Joyeux ou Frileux, qu'il fréquente régulièrement avec son maître Charlet qui en est le doyen. Il dessine aussi le siège d'Anvers (1832), la conquête de l'Algérie et le siège de Rome par les troupes françaises en 1849. Illustrateur attitré des Histoires d'Adolphe Thiers, il dessine également, entre autres ouvrages, les gravures de Napoléon en Égypte et de la Némésis de Barthélémy.
Le 11 septembre 1849, il est nommé chevalier de la Légion d'honneur. Il fait son retour au Salon en 1852, exposant trois lithographies d'après des scènes de la première guerre d'indépendance italienne, et une peinture, inspirée de la campagne d'Italie (1796).
Plusieurs de ses tableaux figurent dans les collections nationales. Les deux plus connus, consacrés à la retraite de Russie, sont conservés à Paris au musée du Louvre. 
Parmi ses gravures les plus célèbres, on peut citer Le Réveil, composition fantastique où l'on voit les généraux du Premier Empire se presser devant l'ombre de Napoléon Ier, et Ils grognaient et le suivaient toujours, où les grenadiers de la Garde avancent derrière l'empereur en inclinant leurs bonnets d'ours sous une pluie battante. Ses œuvres ont également été interprétées par les graveurs François Adolphe Bruneau Audibran, Augustin Burdet, Charles de Lalaisse, Achille Désiré Lefèvre, Jean-Jacques Outhwaite, Jean-François Pourvoyeur.
Raffet meurt à Gênes (royaume de Sardaigne) le 16 février 1860. Rapatrié en France, son corps est inhumé à Paris au cimetière du Montparnasse (11e division). Le catalogue de son œuvre a été publié en 1863 par Hector Giacomelli.
Un monument, œuvre d'Emmanuel Frémiet, est érigé en son honneur dans le jardin de l'Infante au Louvre en 1893. Une rue du 16e arrondissement de Paris porte son nom.

## Œuvre

### Aquarelle
Wallace Collection de Londres :
- Soldats de la République, 1849, 21 × 15 cm
- Procès de Marie-Antoinette, 1845, 10 × 13 cm
- Garde consulaire à Marengo, vers 1845, 9 × 13 cm
- La Réddition à Ulm, 1845, 11 × 16 cm
- Une Attaque à Acre, vers 1845, 9 × 11 cm

### Album lithographié et ouvrage illustré
- Croquis pour l'Amusement des Enfans, lithographies, Paris, Gihaut frères, 1829 — d'autres albums sont parus chez cet éditeur jusque dans les années 1840.
- Auguste Marseille Barthélemy et Joseph Mery, Napoléon en Egypte - Waterloo - Le Fils de l'homme, lithographies, Paris, Perrotin, 1835.
- Béranger, Œuvres complètes, avec Grandville, Paris, H. Fournier Ainé, 1840.
- Anatole Demidoff, Voyage dans la Russie méridionale et la Crimée par la Hongrie, la Valachie et la Moldavie, Paris, Ernest Bourdin, 1840.
- Alphonse de Lamartine, Histoire des Girondins, 8 tomes, Paris, Furne & W. Coquebart, 1847.

Œuvres d'Auguste Raffet
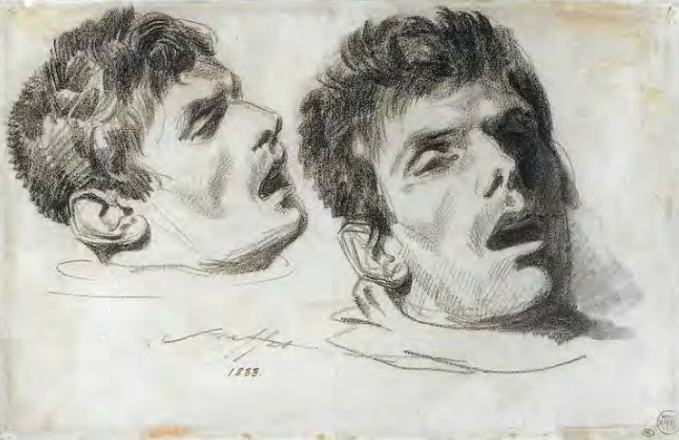
Deux études de la tête d'un homme mort (1833), dessin, Paris, musée du Louvre.
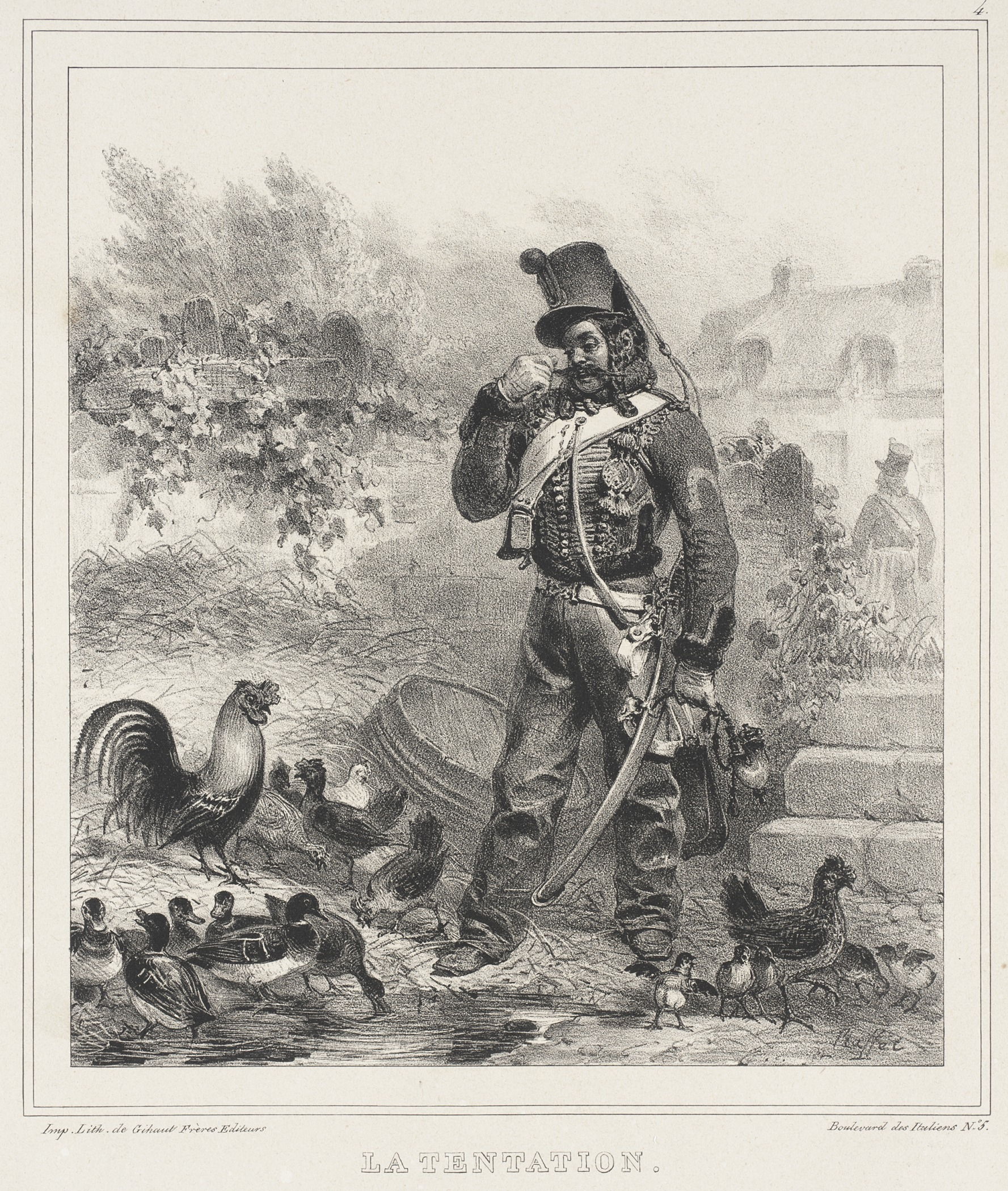
La Tentation (vers 1833), lithographie, musée d'Art du comté de Los Angeles.
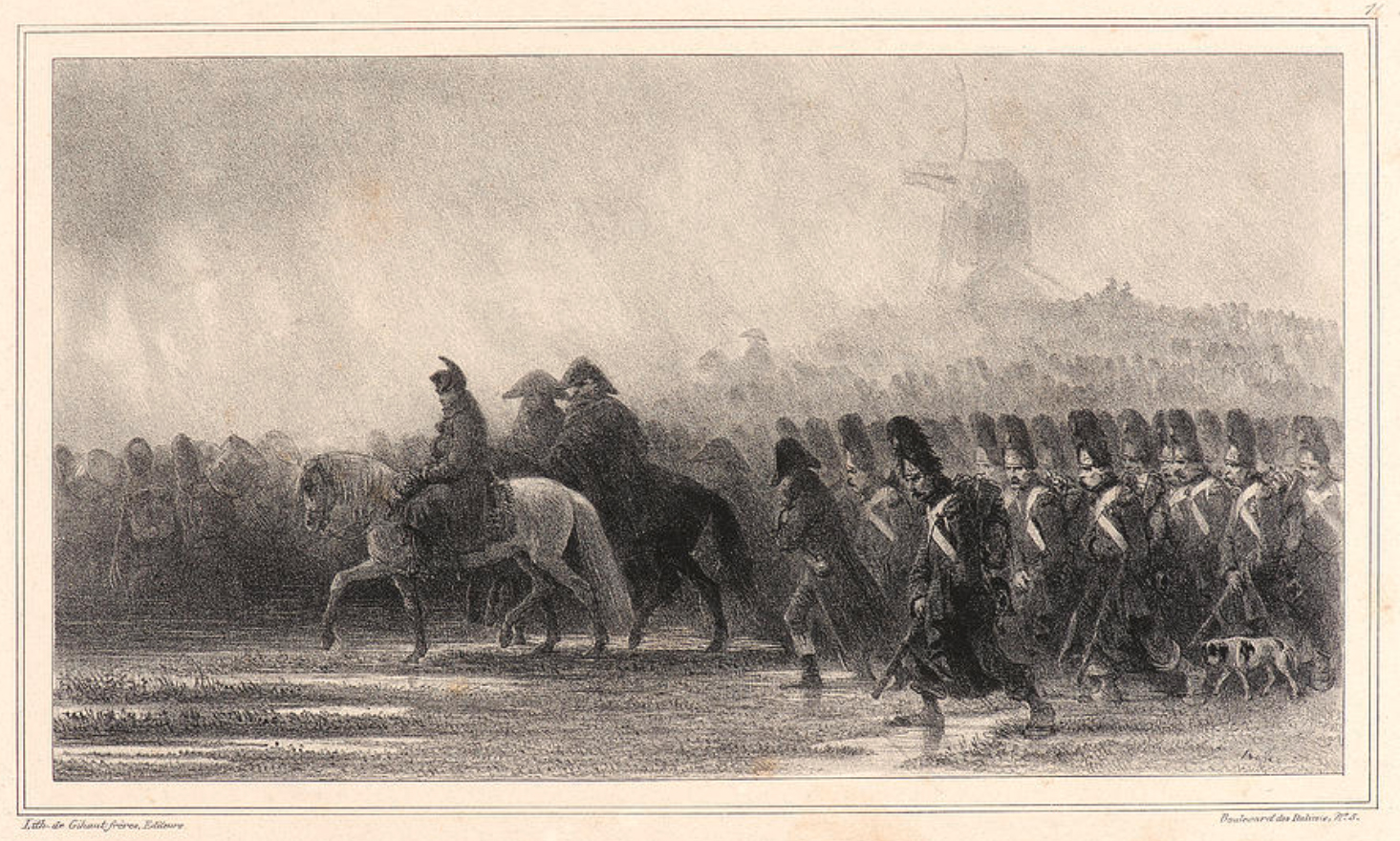
Ils grognaient, et le suivaient toujours (1836), lithographie.
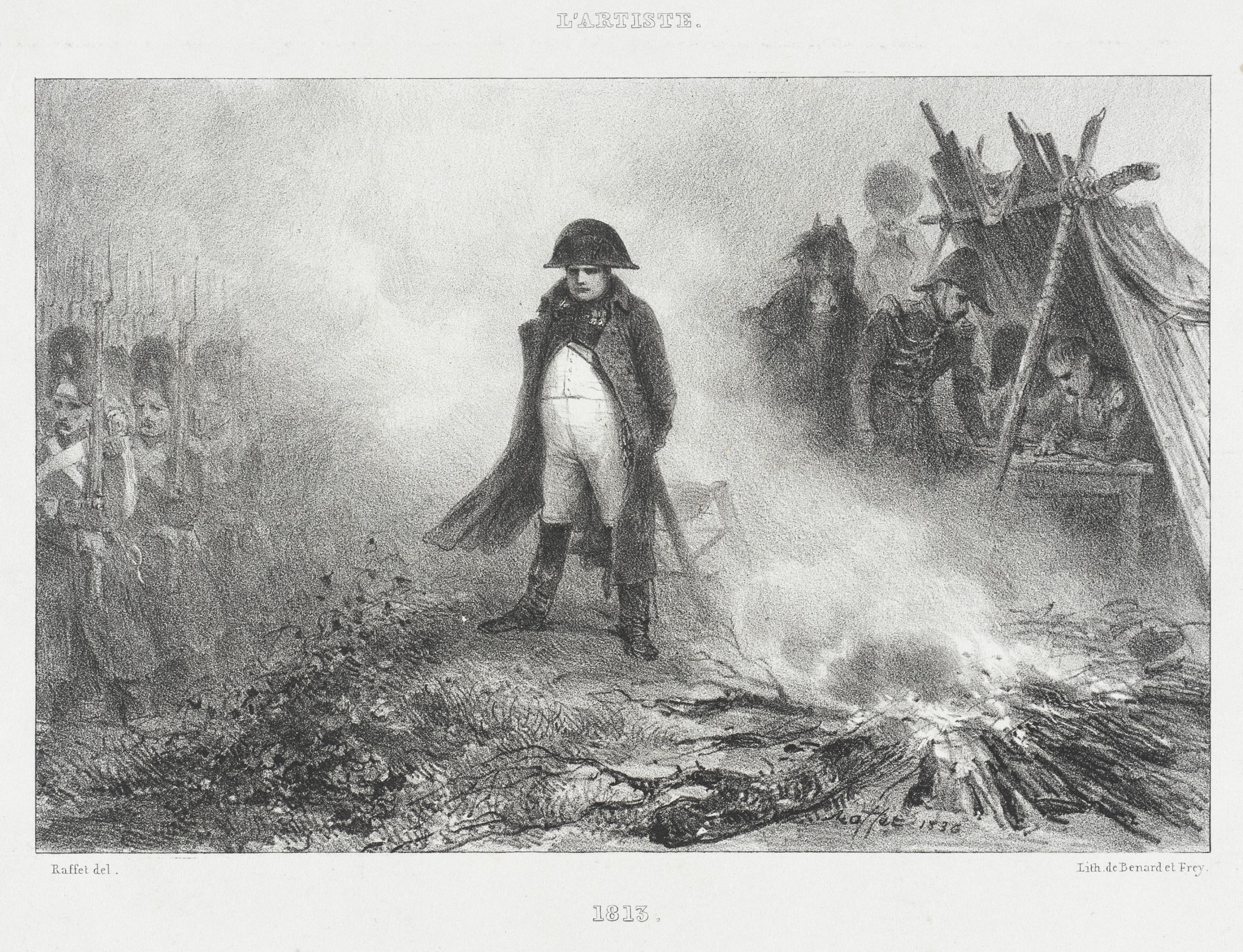
1813 (1836), lithographie, musée d'art du comté de Los Angeles.
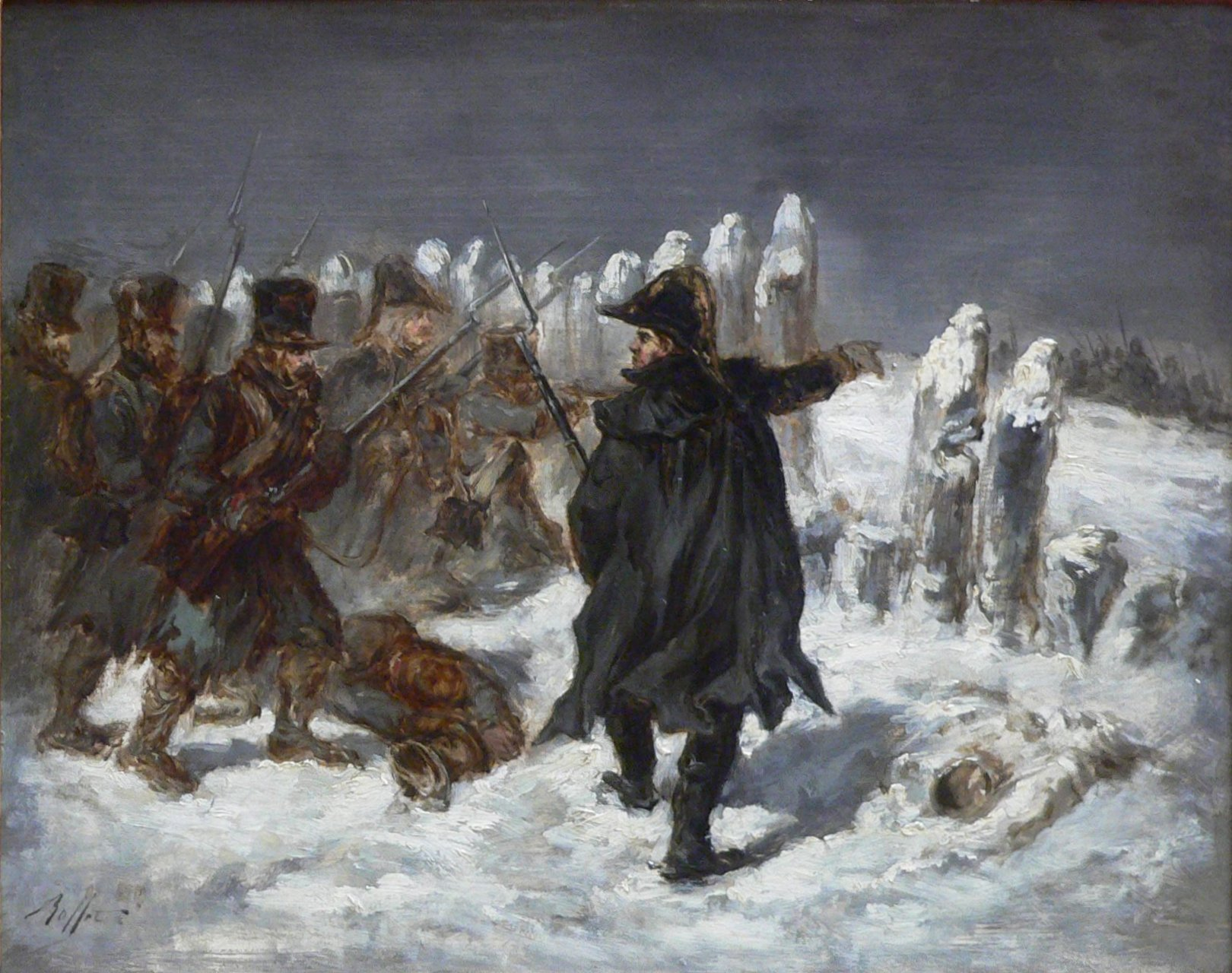
Le Maréchal Ney à la redoute de Kowno (1839), Paris, musée du Louvre.
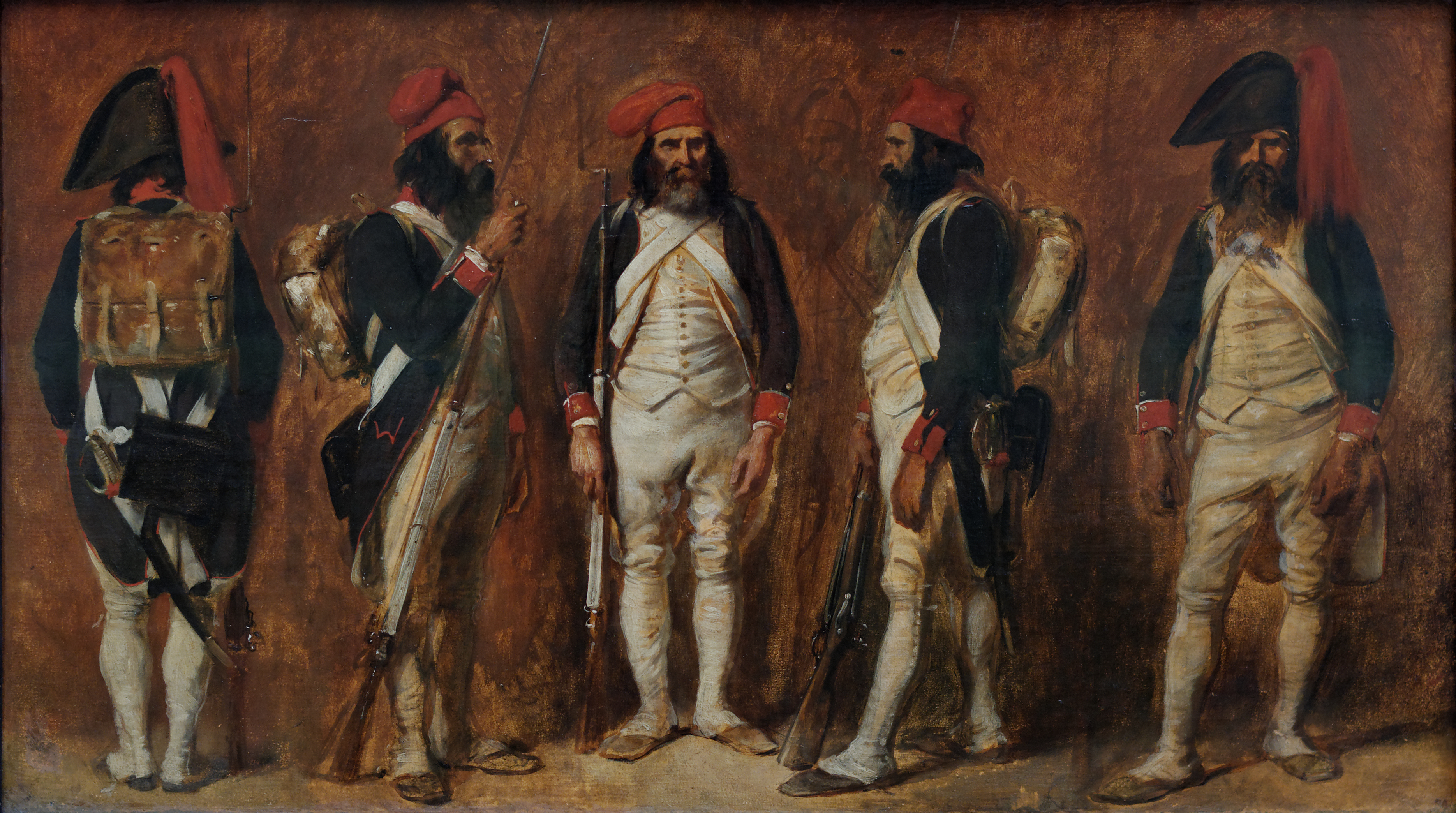
Soldats de la Première République (vers 1840), Munich, Neue Pinakothek.
Études de cavaliers, Cleveland Museum of Art.
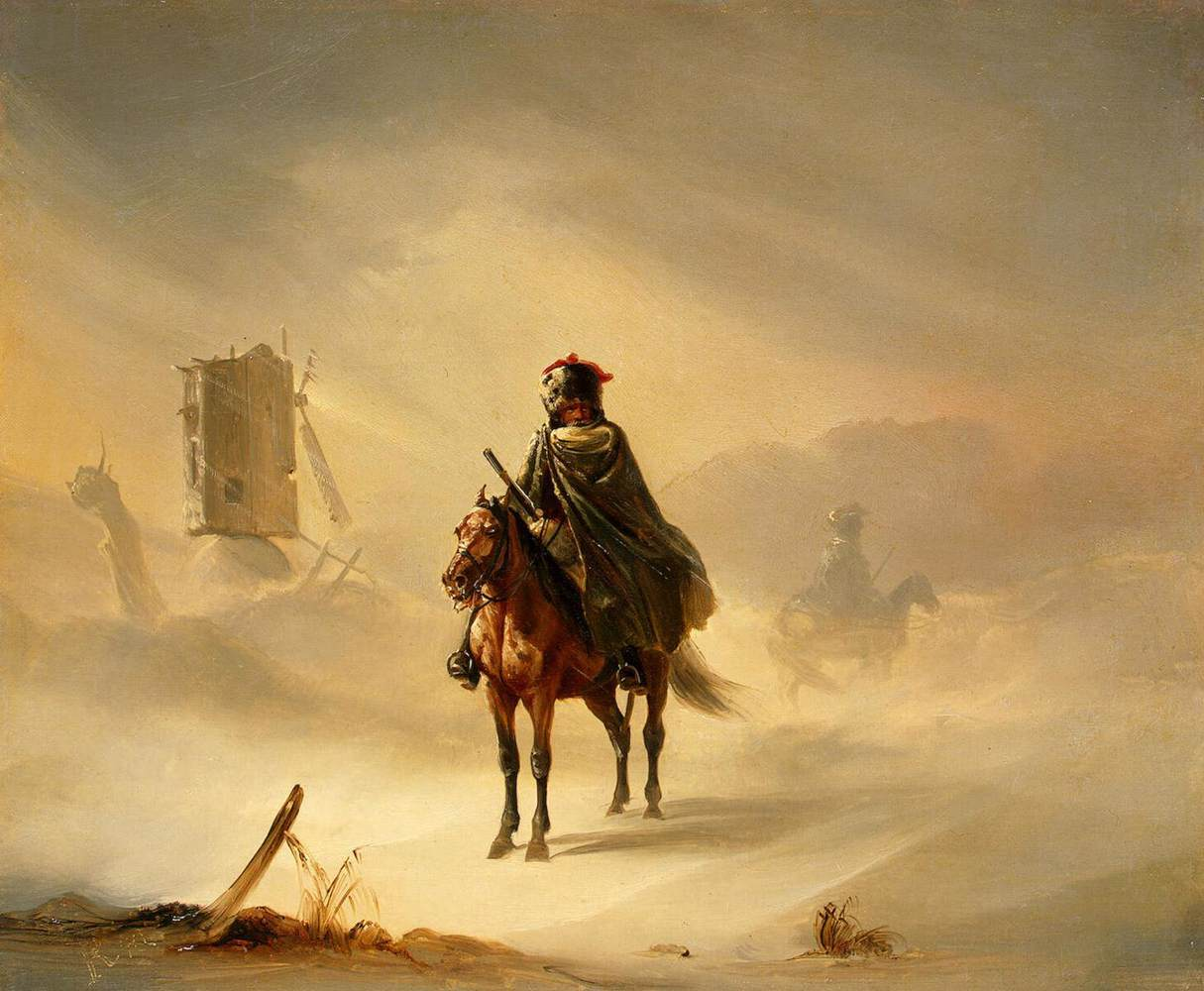
Deux patrouilleurs hussards en hiver, Saint-Pétersbourg, musée de l'Ermitage.

## Rétrospective
- « Raffet, 1804–1860 », Boulogne-Billancourt, bibliothèque Marmottan, 24 mars – 10 juillet 1999[11]